# The Spa at Norwich Inn
The Spa at Norwich Inn est un hôtel américain situé à Norwich, dans le Connecticut. Ouvert en 1929, il est membre des Historic Hotels of America depuis 2004.